# 859
سنة 859 كانت سنة بسيطة تبدأ يوم الأحد (سوف يظهر الرابط التقويم الكامل للعام) حسب التقويم اليولياني.

## أحداث
- - تأسيس جامعة القرويين في فاس.

## مواليد
- - شنودة الأول من بطاركة الإسكندرية توفي في 880